# Mark Ferry
Mark Ferry (sinh ngày 19 tháng 1 năm 1984, ở Glasgow) là một cầu thủ bóng đá người Scotland cho đội bóng Scottish League Two Stenhousemuir.

## Sự nghiệp
Ferry khởi đầu sự nghiệp cùng với St Johnstone và cũng từng thi đấu cho Forfar Athletic, Queen's Park, Raith Rovers và Stirling Albion. Vào tháng 7 năm 2015, Ferry ký hợp đồng với Albion Rovers. Anh ghi bàn thắng đầu tiên cho Rovers, một cú sút xa, trong chiến thắng derby 2–0 của câu lạc bộ trước Airdrie vào ngày 24 tháng 9 năm 2016. Vào tháng 6 năm 2017, Ferry ký hợp đồng cho đội bóng Scottish League Two Stenhousemuir.

## Thống kê sự nghiệp
Tính đến trận đấu diễn ra ngày 28 tháng 10 năm 2017
| Câu lạc bộ             | Mùa giải                  | Giải vô địch              | Giải vô địch | Giải vô địch | Cúp bóng đá Scotland | Cúp bóng đá Scotland | Cúp Liên đoàn | Cúp Liên đoàn | Khác    | Khác      | Tổng cộng | Tổng cộng |
| Câu lạc bộ             | Mùa giải                  | Hạng đấu                  | Số trận      | Bàn thắng    | Số trận              | Bàn thắng            | Số trận       | Bàn thắng     | Số trận | Bàn thắng | Số trận   | Bàn thắng |
| ---------------------- | ------------------------- | ------------------------- | ------------ | ------------ | -------------------- | -------------------- | ------------- | ------------- | ------- | --------- | --------- | --------- |
| St Johnstone           | 2000–01                   | Premier League            | 1            | 0            | 0                    | 0                    | 0             | 0             | —       | —         | 1         | 0         |
| St Johnstone           | 2001–02                   | Premier League            | 2            | 0            | 0                    | 0                    | 0             | 0             | —       | —         | 2         | 0         |
| St Johnstone           | 2002–03                   | First Division            | 9            | 0            | 1                    | 0                    | 1             | 0             | 1       | 0         | 12        | 0         |
| St Johnstone           | 2003–04                   | First Division            | 1            | 0            | 0                    | 0                    | 0             | 0             | 0       | 0         | 1         | 0         |
| St Johnstone           | St Johnstone total        | St Johnstone total        | 13           | 0            | 1                    | 0                    | 1             | 0             | 1       | 0         | 16        | 0         |
| Forfar Athletic        | 2003–04                   | Second Division           | 14           | 4            | 0                    | 0                    | 0             | 0             | 0       | 0         | 14        | 4         |
| Queen's Park           | 2004–05                   | Third Division            | 18           | 3            | 0                    | 0                    | 0             | 0             | 0       | 0         | 18        | 3         |
| Queen's Park           | 2005–06                   | Third Division            | 34           | 8            | 2                    | 0                    | 2             | 1             | 1       | 0         | 39        | 9         |
| Queen's Park           | 2006–07                   | Third Division            | 35           | 11           | 2                    | 1                    | 2             | 0             | 5       | 0         | 44        | 12        |
| Queen's Park           | 2007–08                   | Second Division           | 34           | 9            | 2                    | 2                    | 2             | 0             | 2       | 0         | 40        | 11        |
| Queen's Park           | Queen's Park total        | Queen's Park total        | 121          | 31           | 6                    | 3                    | 6             | 1             | 8       | 0         | 141       | 35        |
| Raith Rovers           | 2008–09                   | Second Division           | 35           | 5            | 2                    | 0                    | 2             | 0             | 1       | 0         | 40        | 5         |
| Raith Rovers           | 2009–10                   | First Division            | 27           | 1            | 5                    | 0                    | 0             | 0             | 0       | 0         | 32        | 1         |
| Raith Rovers           | 2010–11                   | First Division            | 22           | 2            | 0                    | 0                    | 2             | 1             | 0       | 0         | 24        | 3         |
| Raith Rovers           | Raith Rovers total        | Raith Rovers total        | 84           | 8            | 7                    | 0                    | 4             | 1             | 1       | 0         | 96        | 9         |
| Stirling Albion (mượn) | 2011–12                   | Second Division           | 21           | 6            | 0                    | 0                    | 0             | 0             | 0       | 0         | 21        | 6         |
| Stirling Albion        | 2012–13                   | Third Division            | 36           | 10           | 0                    | 0                    | 0             | 0             | 2       | 1         | 38        | 11        |
| Stirling Albion        | 2013–14                   | League Two                | 27           | 4            | 3                    | 1                    | 1             | 0             | 4       | 0         | 35        | 5         |
| Stirling Albion        | 2014–15                   | Giải vô địch One          | 0            | 0            | 0                    | 0                    | 0             | 0             | 0       | 0         | 0         | 0         |
| Stirling Albion        | Tổng cộng Stirling Albion | Tổng cộng Stirling Albion | 63           | 14           | 3                    | 1                    | 1             | 0             | 6       | 1         | 73        | 16        |
| Albion Rovers          | 2015–16                   | Giải vô địch One          | 25           | 0            | 0                    | 0                    | 1             | 0             | 1       | 0         | 27        | 0         |
| Albion Rovers          | 2016–17                   | Giải vô địch One          | 31           | 1            | 1                    | 0                    | 4             | 0             | 2       | 1         | 38        | 2         |
| Albion Rovers          | Tổng cộng Albion Rovers   | Tổng cộng Albion Rovers   | 56           | 1            | 1                    | 0                    | 5             | 0             | 3       | 1         | 65        | 2         |
| Stenhousemuir          | 2016–17                   | League Two                | 10           | 0            | 1                    | 0                    | 3             | 0             | 0       | 0         | 14        | 0         |
| Tổng cộng sự nghiệp    | Tổng cộng sự nghiệp       | Tổng cộng sự nghiệp       | 382          | 64           | 19                   | 4                    | 20            | 2             | 19      | 2         | 440       | 72        |

1. 1 2 3 4 5 6 7  Số lần ra sân tại Cúp Liên đoàn bóng đá Scotland
2. ↑  Two appearances tại Scottish Challenge Cup and three tại Second Division play-offs
3. ↑  One appearance tại Scottish Challenge Cup and three tại Giải vô địch One play-offs